# Huh Jung
Huh Jung (* 8. April 1896 in Busan, damaliges Korea, heutiges Südkorea; † 18. September 1988 in Seoul, Südkorea) war ein Unabhängigkeitsaktivist, Politiker sowie Präsident von Südkorea.

## Leben
Huh Jung war vom 6. November 1951 bis zum 9. April 1952 geschäftsführender Premierminister von Südkorea, von 1957 bis 1959 achter Bürgermeister von Seoul, im April 1960 Minister für Auswärtige Angelegenheiten, vom 15. Juni bis zum 18. August 1960 geschäftsführender Premierminister von Südkorea und vom 26. April bis zum 14. August 1960 geschäftsführender Präsident von Südkorea.